# Andilly (Val-d'Oise)
Andilly is een gemeente in Frankrijk. Het ligt in de agglomeratie van Parijs.

## Kaart
De onderstaande kaart toont de ligging van Andilly (Val-d'Oise) met de belangrijkste infrastructuur en aangrenzende gemeenten.

## Demografie
Onderstaande figuur toont het verloop van het inwonertal, bron: INSEE-tellingen.

## Websites
- (fr)  Statistische informatie op de website van INSEE

1. ↑  Populations de référence 2022.